# 阿多尼斯

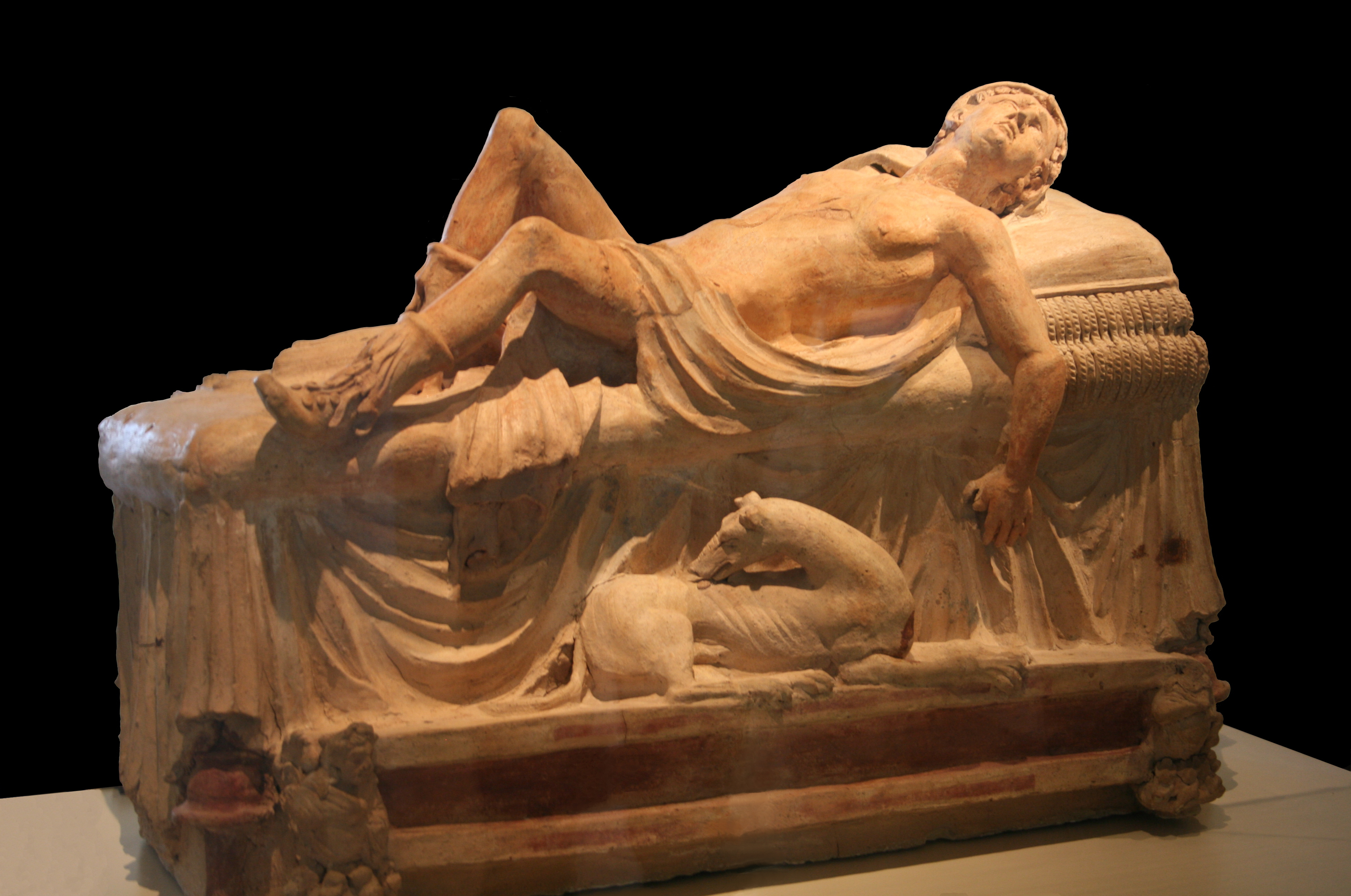
阿多尼斯之死

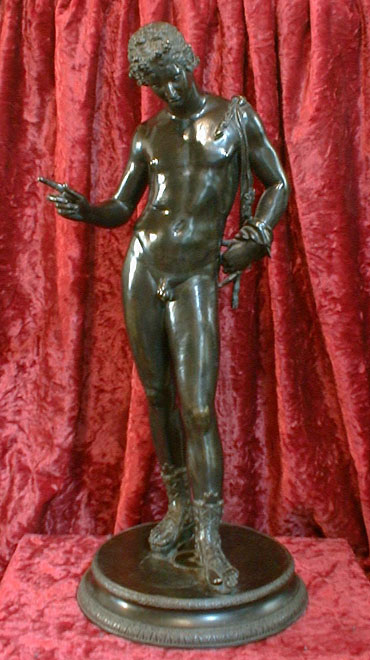
按照在庞培城发现的一个古希腊铜像复制的19世纪的阿多尼斯像

阿多尼斯（Adonis）是希腊神话中掌管每年植物死而复生的一位非常俊美的神，他本来是黎巴嫩地区的一个神，后来被纳入了希腊神话，但始终保持了其中东闪族的来源。他是欧洲古代时期最复杂的一个神。他有多重角色，在古代希腊宗教中始终有许多不同的学者讨论和研究他的意义和作用。他相当于巴比伦神话中的春神塔木茲。一些神话学者认为他后来被出口到日耳曼，在北欧神话中他相当于巴德爾。他是一个每年死而复生，永远年轻的植物神，他与年历有深厚的联系。他是一个受妇女崇拜的神，从萊斯瓦斯的莎孚公元前600年左右的诗歌残片可以看出当时莎孚周围的女孩崇拜临死的阿多尼斯。

## 来源

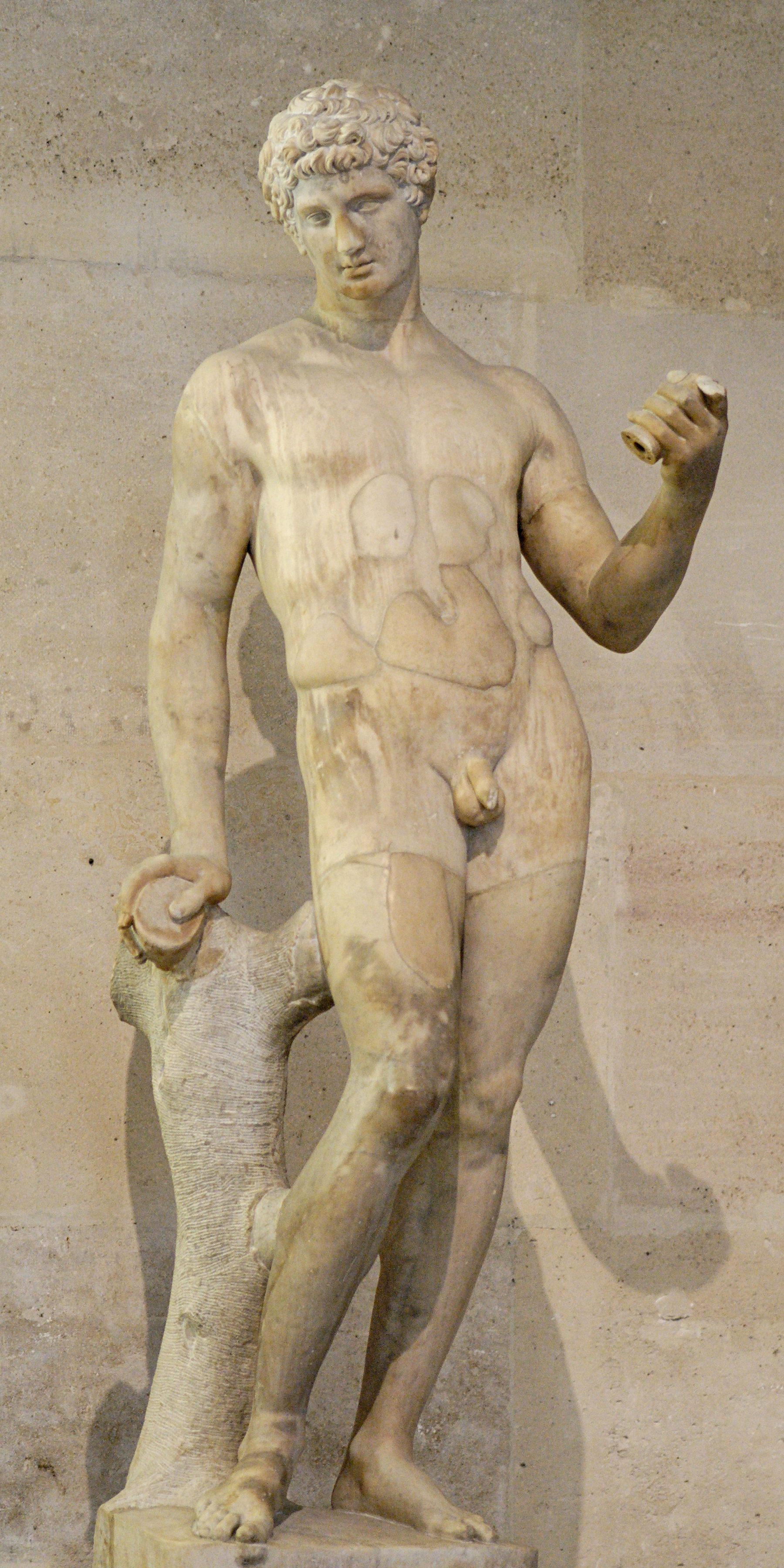
卢浮宫里陈列的一尊古罗马阿多尼斯像，原像仅存躯干，其它部位是后来补充的

## 传说

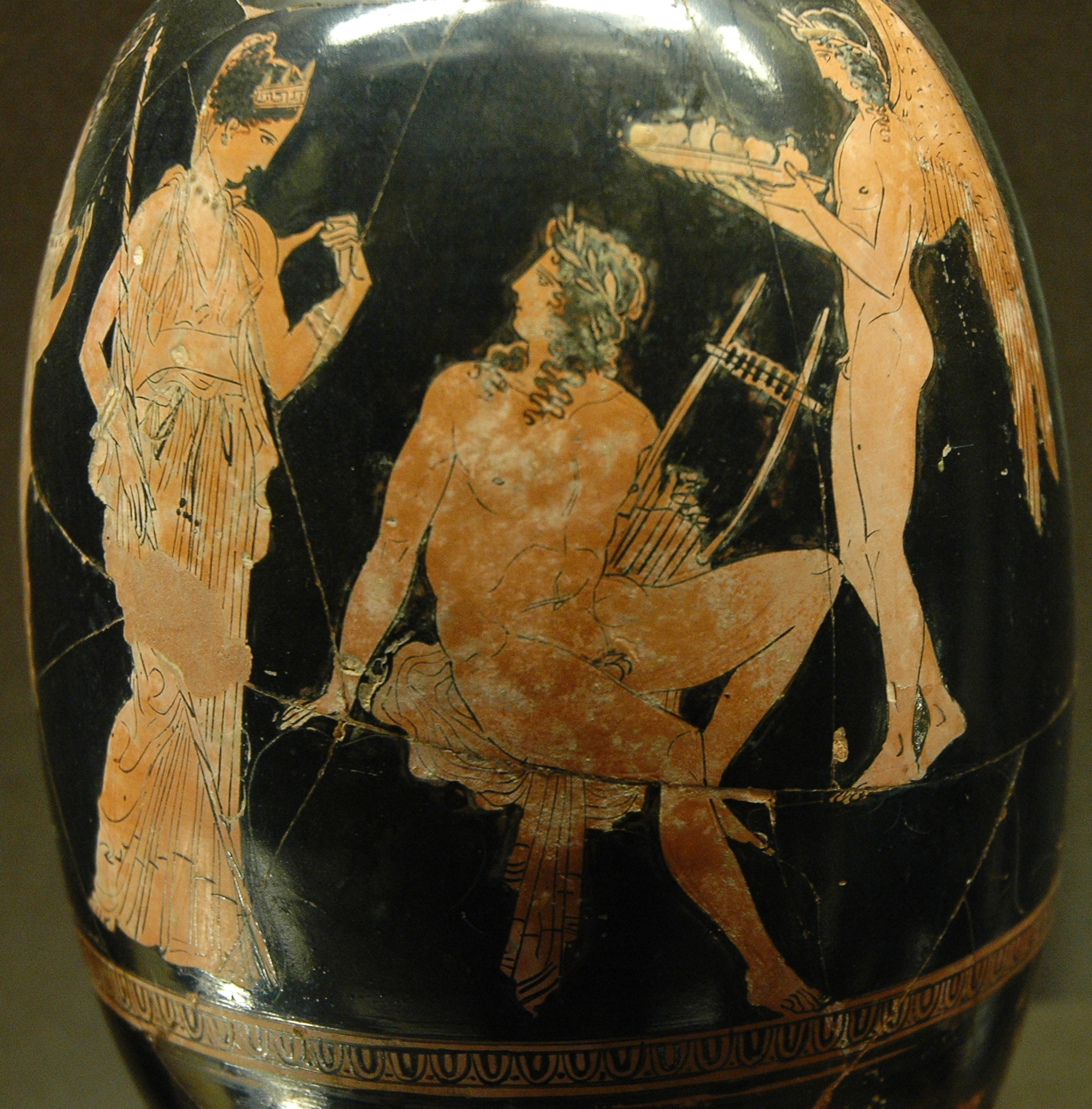
阿佛洛狄忒与阿多尼斯，古希腊盛芬芳油瓶状器皿，出土于亚迅，前410年，卢浮宫

关于阿多尼斯的出生有许多不同的故事。非常父系制度的希腊人认为他的父亲是一个神，是比布鲁斯或者是塞浦路斯，这明显地显示出阿多尼斯的来源方向。瓦尔特·伯科特怀疑阿多尼斯是与阿佛洛狄忒一起传入希腊的。
被最广泛接受的阿多尼斯出生的传说是阿佛洛狄忒逼迫密耳拉（意为“没药”）与她的父亲士麦那或叙利亚的国王忒伊阿斯乱伦。密耳拉的保姆在这里也起了一个协助作用。密耳拉与她的父亲在黑暗中交合后，忒伊阿斯点亮了一盏油灯发现了这个大错。忒伊阿斯大怒，要用刀杀他的女儿。密耳拉逃跑，阿佛洛狄忒将她变成一株沒藥树。忒伊阿斯向这株树射了一箭（另一个传说方式是一头野猪将其獠牙插入了这株树）后，从树皮的裂缝里诞生了阿多尼斯。这个传说很好地显示了阿多尼斯是一个植物神，以及他来自于遥远的、热带的、没药生长的沙漠地区（希腊本土本来没有没药）。
此外还有其他一些关于阿多尼斯的父亲的传说。

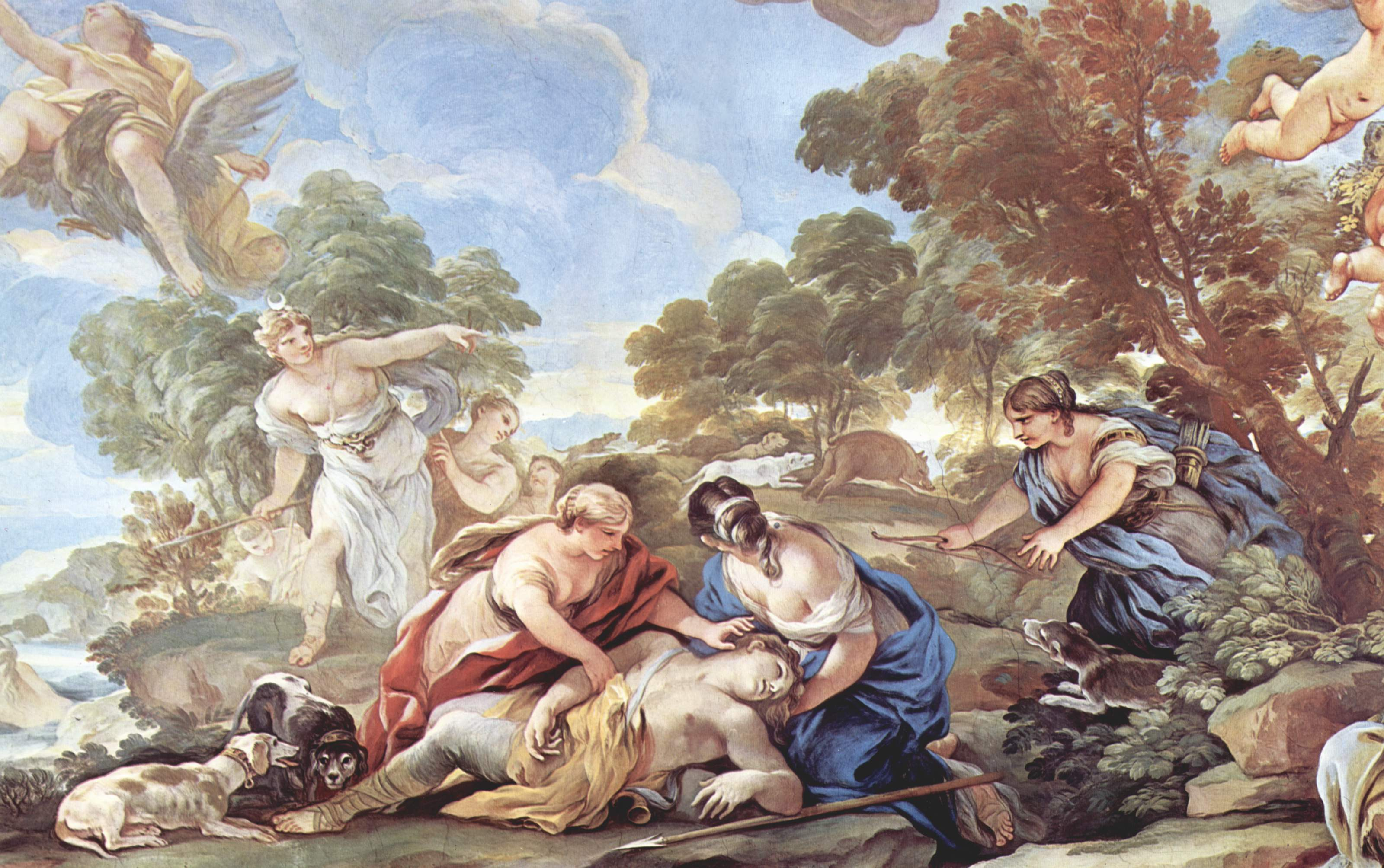
阿多尼斯之死，卢卡·吉沃丹诺

阿多尼斯一出生就非常漂亮，因此阿佛洛狄忒将他放在一个箱子里让珀耳塞福涅来保管。珀耳塞福涅也被阿多尼斯的魅力深深打动，她拒绝将阿多尼斯还给阿佛洛狄忒。两位女神之间的争执不是由宙斯就是由卡利俄佩调停的。阿多尼斯每年四个月与阿佛洛狄忒待在一起（阿佛洛狄忒此时已经在海伦的帮助下将阿多尼斯截回），四个月与珀耳塞福涅待在一起，四个月独自生活。也有传说说阿佛洛狄忒劫持了阿多尼斯让他自己独居的四个月也与她一起度过。
阿多尼斯被一头野猪杀死。这头野猪要么是阿耳忒弥斯为了报复阿佛洛狄忒在她的情人希波吕托斯之死中的作用，要么是阿佛洛狄忒的情人阿雷斯遣送的。当阿佛洛狄忒在阿多尼斯的尸体上撒甘露时阿多尼斯流的每滴血都变成血红色的银莲花，从黎巴嫩山流出的阿多尼斯河变成了红色。因此珀耳塞福涅最后还是获得了阿多尼斯，他的阴影被永远转入冥界。卢西安认为阿多尼斯河的颜色是沉积造成的。他补充说：“不过许多白泊港的居民认为在这里死去的是埃及神欧西里斯，所有这些恸哭和仪式实际上是悼念欧西里斯的，而不是悼念阿多尼斯的。”
伯科特结论道：“在希腊崇拜阿多尼斯的特别作用在于给那些生活在严格的规范内的妇女一个表达其感情的机会。在这个场合下妇女不像城邦和家庭庆祝官方的得墨忒耳时那样古板。”
对阿多尼斯的传说描写得最生动和最详细的是奧維德的《变形记》。

## 现代意义
现代阿多尼斯这个词常被用来描写一个异常美丽、有吸引力的年轻男子。
在阿瑟·米勒的《推銷員之死》中，主人翁威利·羅曼将自己的两个儿子畢甫與哈比称为阿多尼斯，体现出在他心目中他的两个儿子的地位。
在电子游戏《魔界战记2》中有一个魔王自称为“黑暗阿多尼斯”。